# 西蒙·泰瑟姆
西蒙·泰瑟姆（1977年5月3日—）是一名英国程序员，主要因创建和维护PuTTY（一个用于Unix與Windows API平台下的Telnet和SSH远程登录客户端以及Xterm终端模拟器的免费软件）而闻名，他也是Netwide Assembler（NASM）的原作者，同时许多软件开发人员推荐用户在向他们报告软件错误前阅读他的文章：《How to Report Bugs Effectively》（如何有效地报告错误）。
他还维护着一系列颇受欢迎的小型益智游戏程序，它们在任天堂DS、塞班S60、Unix（GTK+、安卓、mac os）以及Windows上都可以运行。
他毕业于剑桥大学，目前在ARM控股公司工作。